# Detroit Diamond feat. Carmit Limited Edition EP
Detroit Diamond feat. Carmit Limited Edition EP é o extended play lançado pela cantora, compositora e produtora estadunidense Carmit Bachar por, também estadunidense, rapper Detroit Diamond.
O álbum foi lançado no dia 20 de março de 2010, pela gravadora Antithesis Records. O EP é o primeiro trabalho lançado por Bachar depois de sua saída do Pussycat Dolls, em 2008.

## Faixas
| N.º            | Título                                                                   | Artista Principal | Duração |  |
| 1.             | "Something 'Bout You" (Part. de Carmit Bachar)                           | Detroit Diamond   | 3:59    |  |
| 2.             | "Gucci Shoes"                                                            | Detroit Diamond   | 4:14    |  |
| 3.             | "Roll With Me"                                                           | Detroit Diamond   | 4:08    |  |
| 4.             | "Cream"                                                                  | Carmit Bachar     | 4:09    |  |
| 5.             | "Cream" (Timmy Fingerz Dance Mix)                                        | Carmit Bachar     | 3:57    |  |
| 6.             | "Cream" (Derrick Carter Detroit House Mix)                               | Carmit Bachar     | 8:29    |  |
| 7.             | "Something 'Bout You" (Timmy Fingerz Dance Mix) (Part. de Carmit Bachar) | Detroit Diamond   | 3:37    |  |
| 8.             | "Fierce"                                                                 | Carmit Bachar     | 4:23    |  |
| Duração total: | Duração total:                                                           | Duração total:    | 36:56   |  |